# 1984年夏季奥林匹克运动会扎伊尔代表团
1984年夏季奥林匹克运动会扎伊尔代表团是扎伊尔派出的1984年夏季奥林匹克运动会代表团。